# اچ‌ام‌اس شارلوت (۱۷۹۸)
اچ‌ام‌اس شارلوت (۱۷۹۸) (به انگلیسی: HMS Charlotte (1798)) یک کشتی بود. این کشتی در سال ۱۷۹۸ ساخته شد.